# François Habitegeko
François Habitegeko – rwandyjski samorządowiec, burmistrz dystryktu Nyaruguru (2011–2021), a także gubernator Prowincji Zachodniej (2021–2023).
Jako burmistrz Nyaruguru pełnił swoją rolę przez pełne dwie kadencje, co jest stosunkowo rzadkie w Rwandzie. Był uznawany z aktywnego lidera dystrykty. Zajmował się między innymi promowaniem upraw herbaty w regionie.
Dwuletni okres sprawowania przez Habitegeko urzędu gubernatora Prowincji Zachodniej upłynął w atmosferze napięć na tle sytuacji bezpieczeństwa w Kiwu Północnym w sąsiedniej Demokratycznej Republice Konga. Został odwołany ze swojego stanowiska przez prezydenta Rwandy.

## Burmistrz Nyaruguru
Po raz pierwszy Habitegeko objął funkcję publiczną w lutym 2011 roku, gdy został wybrany na burmistrza graniczącego z Burundi dystryktu Nyaruguru w Prowincji Południowej.
W listopadzie 2012 roku burmistrz Habitegeko zapowiedział plan zwiększenia stopnia elektryfikacji dystryktu z 1,8% do co najmniej 10% całej populacji do lipca 2013 roku. Jako priorytetowe obszary wskazał sektory Rusenge, Kivu i Ngera, nie mające przyłączenia do sieci elektrycznej.
Wiosną 2013 roku władze dystryktu rozpoczęły promowanie upraw herbaty i kawy, co miało ograniczyć skalę ubóstwa wśród mieszkańców. Według ówczesnych danych dystrykt Nyaruguru pozostawał jednym z najbiedniejszych w kraju, gdzie 62% mieszkańców żyło poniżej progu ubóstwa. Jak poinformował burmistrz Habitegeko, na decyzję o wyborze herbaty i kawy miały mieć dwa główne czynniki: duży odsetek ludności pracującej w rolnictwie oraz pagórkowate ukształtowanie terenu, połączone z odpowiednim klimatem oraz kwasowością gleby dla tego rodzaju upraw. Od 2016 roku inwestycje związane z uprawami były już jednak kierowane przez rząd Rwandy.
W wywiadzie udzielonym gazecie The New Times w maju 2013 roku Habitegeko powiedział, że jego celem jest zmniejszenie do 2017 roku odsetka osób żyjących poniżej granicy ubóstwa w jego dystrykcie do poziomu 30 procent. Zdaniem burmistrza w zmniejszaniu skrajnego ubóstwa dużą rolę odegrał wprowadzony w 2006 roku program Girinka, w ramach którego władze państwowe dążyły do zapewnienia każdej biednej rodzinie na obszarach wiejskich jednej krowy. Program doprowadził do zwiększenia dochodów gospodarstw domowych poprzez sprzedaż mleka oraz zwiększenia plonów rolnych dzięki nawożeniu gleb obornikiem. Według Habitegeko dzięki Girince doszło również do zmniejszenia poziomu niedożywienia wśród dzieci poniżej piątego roku życia.
9 maja 2014 roku w obecności ministra handlu i przemysłu François Kanimby doszło do wmurowania kamienia węgielnego pod targowisko w pobliżu przejścia granicznego Akanyaru na granicy burundyjsko-rwandyjskiej. Według założeń projekt finansowany z lokalnego budżetu dystryktu Nyaraguru miał przyczynić się do wzrostu wymiany handlowej między sąsiednimi państwami. W pierwszej fazie projektu – kosztującej 1,7 mld RWF – miały powstać magazyny, biura i salony wystawowe. Druga faza miała objąć budowę infrastruktury dla handlu detalicznego oraz powstanie obiektu hotelarskiego. Według danych przytoczonych przez ministra Kanimbę wartość nieformalnego handlu transgranicznego była oceniana na 100 mln USD rocznie. Powstanie targowiska Akanyaru jest częścią szerszej państwowej strategii rozwoju handlu transgranicznego także na granicach z Demokratyczną Republiką Konga i Ugandą.
Habitegeko pełnił funkcję burmistrza dystryktu Nyaruguru przez 10 lat. Uważany był za jednego z najbardziej aktywnych lokalnych liderów. Habitegeko należy do nielicznych rwandyjskich burmistrzów, którzy sprawowali swój urząd przez dwie pełne kadencje, co jest maksymalnym terminem dopuszczalnym przez rwandyjskie prawo.

## Gubernator Prowincji Zachodniej
15 marca 2021 roku Habitegeko został gubernatorem Prowincji Zachodniej, gdzie zastąpił Alphonse’a Munyantwaliego. Pełniącym obowiązki dystryktu Nyaruguru został Janvier Gashema, który nie został wybrany burmistrzem na pełną kadencję w listopadowych wyborach, obejmując ostatecznie stanowisko wiceburmistrza ds. rozwoju gospodarczego.
W marcu 2022 roku Habitegeko odrzucił jak powiedział „bezpodstawne oskarżenia” o wspieranie przez Rwandę rebelianckiego Ruchu 23 Marca znanego też jako M23, wysunięte przez rzecznika gubernatora sąsiedniej kongijskiej prowincji Kiwu Północne, generała Sylvaina Ekenge. W listopadzie 2022 roku gubernator zapewnił, że bezpieczeństwo na granicy zewnętrznej jest zachowane pomimo trwających wówczas napięć na granicy z DR Konga. Jednocześnie zalecił mieszkańcom zachować ostrożność i unikać niekoniecznych podróży za kongijską granicę.
W 2023 roku władze Rwandy rozpoczęły kampanię zwalczania nielegalnego wydobycia górniczego w biedaszybach. W latach 2018–2023 w wypadkach górniczych zginęło co najmniej 429 Rwandyjczyków. Według danych rządowych w Prowincji Zachodniej znajdowało się 17 nielegalnych kopalń. W sierpniu 2023 roku Habitegeko podkreślił, że władze prowincji wprowadziły rygorystyczne środki oraz zwiększyły częstotliwość kontroli obiektów.
W maju 2023 roku Habitegeko był zaangażowany w organizowanie akcji ratunkowej w czasie powodzi, w której zginęło 135 Rwandyjczyków. Jak podał gubernator, w wyniku ulewnych opadów deszczu rzeka Sebeya wystąpiła z brzegów.
26 lipca 2023 roku gubernator zapowiedział, że w ciągu pół roku zostanie oddany do użytku ukończony w ponad 60% market w Gisenyi, mieście graniczącym z Gomą. Obiekt pierwotnie miał być oddany do użytku już w 2013 roku. Wielomilionowy projekt jest częścią planów pobudzenia gospodarczego całego dystryktu Rubavu. W styczniu 2024 roku burmistrz dystryktu Rubavu Prosper Mulindwa zapowiedział, że prace zostaną ukończone w czerwcu 2024 roku, co jednak nie nastąpiło.
28 sierpnia 2023 roku decyzją prezydenta Paula Kagame François Habitegeko został odwołany z funkcji gubernatora Prowincji Zachodniej. 4 września urząd objął Lambert Dushimimana.